# Tupasaari (ö i Södra Karelen, Villmanstrand, lat 61,10, long 28,16)
Tupasaari är en ö i Finland. Den ligger i sjön Saimen och i kommunen Villmanstrand i den ekonomiska regionen  Villmanstrands ekonomiska region  och landskapet Södra Karelen, i den södra delen av landet, 200 km nordost om huvudstaden Helsingfors. Öns area är 4,8 hektar och dess största längd är 360 meter i nord-sydlig riktning.